# АПД-520
АПД-520, он же Лидер — российский шестицилиндровый двигатель внутреннего сгорания с двухрядным расположением цилиндров воздушного охлаждения производства S7 Group. Основное применение — для легкомоторных самолётов.
На лето 2025 запланированы испытания двигателя перед запуском серийного производства (запланирован на 2026). В первый год планируется произвести не менее 30 двигателей.

## Конструкция
Двигатель является полным аналогом бельгийского мотора UL Power 520is с идентичными характеристиками.

## Применение
Двигатель разрабатывается специально для установки на самолёт Spectra PV-10 Tango, производимый компанией Spectra Aircraft (входит в S7 Group).